# Michel Aschenbrenner
Pour les articles homonymes, voir Aschenbrenner.
Michel Aschenbrenner, né le 7 novembre 1999 à Erfurt, est un coureur cycliste allemand.

## Biographie
Il décide de mettre à sa carrière à l'issue de la saison 2022.

## Palmarès sur route

### Par année
- 2020
  - 2e étape de la Course de Solidarność et des champions olympiques
- 2021
  - 4e étape du Tour de Bulgarie

### Classements mondiaux
| Année                                 | 2019  | 2020  | 2021  | 2022  |
| ------------------------------------- | ----- | ----- | ----- | ----- |
| Classement mondial                    | 2653e | 1528e | 1114e | 1455e |
| UCI Europe Tour                       | 1664e | 1139e | 825e  | 991e  |
|                                       |       |       |       |       |
| Légende : nc = non classéSource : UCI |       |       |       |       |

## Palmarès sur piste
- 2014
  - 3e du championnat d'Allemagne de poursuite par équipes cadets
- 2016
  - 2e du championnat d'Allemagne de l'américaine juniors
- 2017
  -  Champion d'Allemagne de poursuite par équipes juniors (avec Jannis Peter, Max Gehrmann et Johannes Banzer)
  - 3e du championnat d'Allemagne de l'américaine juniors